# Калангала (дистрикт)
Калангала (свх. Kalangala) је дистрикт у Централном региону Уганде. Дистрикт обухвата острва Сесе у Уганди и нема територију у континенталном делу. Као и већина других дистрикта она је она је добила име по свом главном граду – Калангали која се налази на острву Бугала, највећем острву Сесе архипелага.

## Положај
Вакисо дистрикт се налази у Централном региону земље, преко Викторијиног језера граничи се са дистриктом Мпиги и Вакисо на северу, Танзанијом на југу, дистриктом Рекаи на југозападу и дистриктом Калунгу на северозападу.

## Преглед
Дистрикт Калангала обухвата површину од 9.103 квадратних километара, од којих само 468,3 квадратних километара (5,1%) чини копно док осталу површину чини вода. Дистрикт се састоји од 84 широко расутих острва у северозападном делу Викторијиног језера, од којих су само 43 острва насељена. Највеће острво је Бугала које покрива 296 квадратних километара или 63,2% копнене површине дистрикта.

## Демографија
Процењује се да је дистрикт према попису из 1991. године имао око 16.400 становника. 
Према попису из 2002 Калангала је имала око 34.800 становника, са годишњом стопом раста од 6,8%. Процена броја становника дистрикта у 2012. години је била 66.300.
| Година | Број становника | Година | Број становника |
| ------ | --------------- | ------ | --------------- |
| 2002   | 34.800          | 2007   | 48.400          |
| 2003   | 27.200          | 2008   | 51.700          |
| 2004   | 39.700          | 2009   | 55.200          |
| 2005   | 42.400          | 2010   | 59.000          |
| 2006   | 45.300          | 2011   | 63.000          |

## Економија
Три стуба привреде дистрикта су:
- Риболов
- Туризам
- Пољопривреда

Већина становника острва зависи више од роболова, али прекомеран риболов и даље представља проблем.
Због своје локације, климе и релативне изолованости дистрикт је „магнет“ за туристе. Туристички објекти су неразвијени у већини области, мада инфраструктура се полако поправља (смештајни капацитети, путне мреже, комуникација, снабдевање електричном енергијом, водовод...). На острву постоји фирма Бидкоза производњу палминог уља.
Сточарство и дрге економске активности практикују се у дистрикту. У мају 2014. године процењено је да је било 3.000 говеда, 250.000 живине (кокошке и патке), 1.235 коза и 7.000 свиња.